# Під водою
«Під водою» (англ. «Underwater») — науково-фантастичний фільм жахів виробництва США 2020 року режисера Вільяма Юбенка, знятий за сценарієм Браяна Даффілда та Адама Козада, з Крістен Стюарт, Венсаном Касселєм, Джессікою Генвік, Джоном Галлагером-молодшим, Мамуду Аті та Т. Дж. Міллером у головних ролях.
Вихід стрічки в світі запланований на 10 січня 2020 року компанією 20th Century Fox, в Україні — 9 січня 2020 року за сприяння UFD.

## Синопсис
|                | На глибині 11 км під поверхнею океану щось пробудилося |
| — гасло фільму |                                                        |

Команда океанічних дослідників опиняється у пастці після пошкодження їхньої підводної лабораторії внаслідок землетрусу. Намагаючись дістатися безпечного місця, команда усвідомлює, що ложе океану — не найбільша небезпека, що на них чатує.

## У ролях
| Актор                  | Роль           | Дубляж              |
| ---------------------- | -------------- | ------------------- |
| Крістен Стюарт         | Нора Прайс     | Юлія Шаповал        |
| Венсан Кассель         | Капітан Люсьєн | Андрій Мостренко    |
| Джессіка Генвік        | Емілі Гавершем | Антоніна Хижняк     |
| Тіджей Міллер          | Пол            | Дмитро Гаврилов     |
| Джон Галлагер-молодший | Ліам Сміт      | Юрій Кудрявець      |
| Мамуду Атьє            | Родріґо        | Дмитро Тварковський |
| Ганнір Райт            | Лі             |                     |

Інформація про дубляж
- Перекладачка: Надія Бойван
- Режисерка дубляжу: Людмила Петриченко
- Студія дубляжу: Postmodern

## Виробництво
22 лютого 2017 року було оголошено, що Крістен Стюарт отримала роль у фільмі режисера Вільяма Юбенка «Під водою» за сценарієм Браяна Даффілда. Також стало відомо, що основне виробництво розпочнеться наступного місяця. 7 березня 2017 року до акторського складу приєдналися Т. Дж. Міллер та Джессіка Генвік. Також було підтверджено, що основне виробництво розпочнеться пізніше того ж місяця в Новому Орлеані.
5 квітня 2017 року, під час основного виробництва, до акторського складу приєдналися Венсан Кассель і Мамуду Аті. Наступного дня стало відомо про участь Джон Галлагера-молодшого. У травні 2017 року, після закінчення основного виробництва, стало відомо, що акторський склад доповнився Ганнером Райтом.

## Випуск
Старт прокату фільму у більшості країн світу запланований на 10 січня 2020 року, коли в Україні — 9 січня 2020 року.